# Fairyland
«Fairyland» es el sencillo n.º 36 de la cantante Ayumi Hamasaki, lanzado originalmente el 3 de agosto del año 2005.

## Información
Este sencillo es originalmente de una sola cara, pero tanto su cara A como su cara B tienen gran importancia. El video musical de "fairyland" grabado en Hawái, fue considerado por el mismo Max Matsuura (mánager de Ayumi Hamasaki) uno de los videos musicales más caros de toda la historia de la música japonesa; el video, dirigido por Wataru Takeishi, costó aproximadamente 240 millones de yens (2 millones de dólares).
Al igual que la cara A, "alterna" tuvo una promoción regular, tanto en comerciales para las cámaras digitales de Panasonic LUMIX DMC-FX8, como teniendo su propio video musical. El video musical de "alterna" trata sobre la realidad de la cultura pop de la actualidad, donde se trata a los artistas como simples marionetas de circo, que pueden ser desechados en cualquier momento cuando dejan de ser populares. Todo esto adquirió gran significado tras desatarse una polémica provocada por tabloides, que comenzaron a decir que Avex Trax pensaba despedir a Ayumi del sello, porque sus ventas estaban bajando de forma considerable, casi incomparable a las explosivas ventas que solía tener unos años atrás. El mismo Matsuura tuvo que mandar un mensaje oficial, que fue publicado en la página de Ayumi, reprochando fuertemente a los tabloides por sus mentiras, y diciendo que jamás dejaría de apoyar a la cantante, ya que ella es la que le ha dado los mayores beneficios al sello perteneciente a Avex Group Holdings.
El sencillo entró de forma instantánea al primer lugar de las listas de los más vendidos de Oricon, con más de 175 mil copias vendidas en su primera semana, lo que lo convirtió en el sencillo que tuvo mejores ventas de todo el 2005 de Ayumi.

## Canciones

### CD
1. fairyland "Original Mix"
2. alterna "Original Mix"
3. STEP you "DJ TAKI-SHIT More Step Up Remix"
4. fairyland "Bright Field mix"
5. fairyland "Original Mix -Instrumental-"
6. alterna "Original Mix -Instrumental-"

### DVD
1. 【Music Clip】 fairyland (videoclip)
2. 【Music Clip】 alterna (videoclip)
3. 【Hawaii Making Photo Clip】 fairyland (Acoustic Instrumental)

- Datos: Q306295